# A Chatham-szigetek állatvilága
Az Új-Zélandhoz tartozó Chatham-szigetek őshonos állatvilága főleg a madarakra és rovarokra korlátozódik, szárazföldi emlősök soha nem éltek a szigeteken. Sok az endemikus élőlény, bár egy részük már az őslakos moriorik letelepedésekor, majd továbbiak az európaiak megérkezése után kihaltak.
Sok tengeri madár is felkeresi a szigeteket.

## Endemikus madárfajok

### Cinegelégykapó-félék

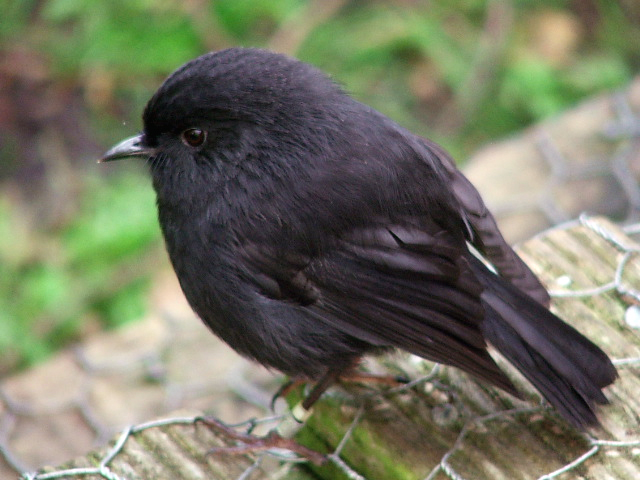
Fekete cinegelégykapó

- fekete cinegelégykapó

### Viharmadárfélék
- Chatham-szigeteki viharmadár
- Pterodroma magentae

### Guvatfélék
- Hawkins-guvat (kihalt)
- Csíkos guvat (kihalt)
- Chatham-szigeteki guvat

### Mézevőfélék
- Chatham-szigeteki mézevő

### Papagájfélék
- mangare-kecskepapagáj

### Csigaforgatófélék
- Chatham-szigeteki csigaforgató

### Poszátafélék
- álarcos páfrányposzáta

### Albatroszfélék
- Chatham-albatrosz[2]

### Ausztrálposzáta-félék
- Chatham-szigeteki bokormadár

### Galambfélék
- Chatham-szigeteki galamb

### Szalonkafélék
- Chatham-szigeteki sárszalonka

### Kárókatonafélék
- Chatham-szigeteki koromorán (Phalacrocorax onslowi, Chatham shag)[3]
- Pitt kormorán (Phalacrocorax featherstoni, Pitt shag)[4]

## 1500 előtt kihalt fajok
- Chatham-szigeteki réce
- Chatham-szigeteki pingvin
- Chatham-szigeteki holló
- Chathami kaka